# Arantza
Arantza è un comune spagnolo di 658 abitanti situato nella comunità autonoma della Navarra.